# Margo Martindale
Margo Martindale (Jacksonville, Texas; 18 de julio de 1951) es una actriz estadounidense de teatro, cine y televisión.

## Biografía
En 2011 fue galardonada con un Primetime Emmy y Premio de la Crítica Televisiva por su papel recurrente de Mags Bennett en la segunda temporada de Justified. Martindale fue nominada a los Premios Emmy cuatro veces por su papel como Claudia en The Americans, obteniendo el premio en 2015 y 2016.
También fue nominada a los premios Tony por su actuación de debut en Broadway como Big Mama en 2004 por La gata sobre el tejado de zinc. Martindale apareció como una versión ficticia de sí misma en la comedia animada de Netflix BoJack Horseman.

## Vida personal
Margo Martindale es hija de William Everett y Margaret Pruitt.

## Filmografía

### Cine
| Año  | Título                                     | Papel                           | Notas |
| ---- | ------------------------------------------ | ------------------------------- | ----- |
| 1990 | Days of Thunder                            | Donna                           |       |
| 1991 | The Rocketeer                              | Millie                          |       |
| 1992 | Lorenzo's Oil                              | Wendy Gimble                    |       |
| 1993 | Emma and Elvis                             | Jenny                           |       |
| 1993 | The Firm                                   | Nina Huff                       |       |
| 1994 | Nobody's Fool                              | Birdy                           |       |
| 1995 | Dead Man Walking                           | Sister Collegeville             |       |
| 1995 | Sabrina                                    | Nurse                           |       |
| 1996 | Marvin's Room                              | Dr. Charlotte                   |       |
| 1996 | Ghosts of Mississippi                      | Clara Mayfield                  |       |
| 1997 | Critical Care                              | Constance "Connie" Potter       |       |
| 1997 | Eye of the God                             | Dorothy                         |       |
| 1998 | Twilight                                   | Gloria Lamar                    |       |
| 1998 | Practical Magic                            | Linda Bennett                   |       |
| 1999 | In Dreams                                  | Nurse Floyd                     |       |
| 1999 | Ride with the Devil                        | Wilma Brown                     |       |
| 2000 | 28 Days                                    | Betty                           |       |
| 2000 | Proof of Life                              | Ivy                             |       |
| 2002 | The Hours                                  | Mrs. Latch                      |       |
| 2003 | It's All About Love                        | Betsy                           |       |
| 2003 | The Human Stain                            | Psychologist                    |       |
| 2004 | The Best Thief in the World                | Miss Mason                      |       |
| 2004 | Million Dollar Baby                        | Earline Fitzgerald              |       |
| 2006 | Out There                                  | Jeri                            |       |
| 2006 | Wedding Daze                               | Betsy                           |       |
| 2006 | Paris, je t'aime                           | Carol                           |       |
| 2007 | The Savages                                | Roz                             |       |
| 2007 | Rocket Science                             | Coach Lumbly                    |       |
| 2007 | Mo                                         | Pam                             |       |
| 2007 | The Death and Life of Bobby Z              | Macy                            |       |
| 2007 | Rails & Ties                               | Judy Neasy                      |       |
| 2007 | Feast of Love                              | Mrs. Maggarolian                |       |
| 2007 | Walk Hard: The Dewey Cox Story             | Ma Cox                          |       |
| 2008 | Management                                 | Trish                           |       |
| 2009 | The Winning Season                         | Donna                           |       |
| 2009 | Hannah Montana: La película                | Grandma Ruby                    |       |
| 2009 | La huérfana                                | Dr. Browning                    |       |
| 2009 | La soga                                    | Flannigan                       |       |
| 2010 | Forged                                     | Dianne                          |       |
| 2010 | Secretariat                                | Elizabeth Hamm                  |       |
| 2010 | Main Street                                | Myrtle Parker                   |       |
| 2011 | Win Win                                    | Eleanor                         |       |
| 2011 | Scalene                                    | Janice Trimble                  |       |
| 2013 | Hermosas criaturas                         | Aunt Del                        |       |
| 2013 | Bluebird                                   | Crystal                         |       |
| 2013 | August: Osage County                       | Mattie Fae Aiken                |       |
| 2014 | Heaven is for Real                         | Nancy Rawling                   |       |
| 2016 | Sophie and the Rising Sun                  | Anne Morrison                   |       |
| 2016 | The Hollars                                | Sally                           |       |
| 2016 | The Boss                                   | Sister Agnes Aluminata          |       |
| 2016 | Mother's Day                               | Flo                             |       |
| 2016 | My Entire High School Sinking Into the Sea | Mrs. Brinson (voz)              |       |
| 2017 | Wilson                                     | Alta                            |       |
| 2017 | Table 19                                   | Freda Eckberg                   |       |
| 2017 | Cars 3                                     | Louise "Barnstormer" Nash (voz) |       |
| 2017 | Downsizing                                 | Woman on Shuttle                | Cameo |
| 2018 | Familia al instante                        | Sandy Wagner                    |       |
| 2019 | Blow the Man Down                          | Enid Nora Devlin                |       |
| 2019 | The Kitchen                                | Helen O'Carroll                 |       |
| 2020 | Uncle Frank                                | Mammaw Bledsoe                  |       |
| 2020 | Lazy Susan                                 | Mary                            |       |
| 2023 | Cocaine Bear                               | Ranger Liz                      |       |

### Televisión
| Año       | Trabajo                                                        | Papel                                             | Notas |
| --------- | -------------------------------------------------------------- | ------------------------------------------------- | --- |
| 1988      | The Child Saver                                                | Alma                                              | Película para TV                                                                                               |
| 1989      | Lonesome Dove                                                  | Buffalo Heiffer                                   | Episodio: "The Plains"                                                                                         |
| 1994      | New York Undercover                                            | Enfermera Warner                                  | Episodio: "Tasha"                                                                                              |
| 1996      | Law & Order                                                    | Ms. Best                                          | Episodio: "Atonement"                                                                                          |
| 1996      | Ruby Jean and Joe                                              | Frankie                                           | Película para TV                                                                                               |
| 1997      | ...First Do No Harm                                            | Marjean                                           | Película para TV                                                                                               |
| 1999      | Homicide: Life on the Street                                   | Verna Henderson                                   | Episodio: "The Same Coin"                                                                                      |
| 1999      | Earthly Possessions                                            | Libby                                             | Película para TV                                                                                               |
| 1999      | Snoops                                                         | Hannah Larson                                     | Episodio: "Piloto"                                                                                             |
| 2000      | Perfect Murder, Perfect Town: JonBenét and the City of Boulder | Linda Hoffmann-Pugh                               | Película para TV                                                                                               |
| 2001      | Welcome to New York                                            | Rose                                              | Episodio: "Dusting Diva"                                                                                       |
| 2001      | A Girl Thing                                                   | May                                               | Película para TV                                                                                               |
| 2001      | What Girls Learn                                               | Lainey                                            | Película para TV                                                                                               |
| 2001–2002 | 100 Centre Street                                              | Michelle Grande                                   | 14 episodios                                                                                                   |
| 2002      | The Laramie Project                                            | Trish Steger                                      | Película para TV                                                                                               |
| 2003      | Ed                                                             | Amanda Myers                                      | Episodio: "Partners"                                                                                           |
| 2003      | An Unexpected Love                                             | Maggie                                            | Película para TV                                                                                               |
| 2004      | Iron Jawed Angels                                              | Harriot Blatch                                    | Película para TV                                                                                               |
| 2004      | Plainsong                                                      | Mrs. Beckman                                      | Película para TV                                                                                               |
| 2005      | Silver Bells                                                   | Mrs. Quinn                                        | Película para TV                                                                                               |
| 2005–2006 | Medium                                                         | Catherine                                         | 3 episodios |
| 2006      | Law & Order: Special Victims Unit                              | Rita Gabler                                       | Episodio: "Cage"                                                                                               |
| 2006–2008 | Dexter                                                         | Camilla Figg                                      | 5 episodios |
| 2007–2008 | The Riches                                                     | Nina Burns                                        | Recurrente (20 episodios)                                                                                      |
| 2009      | Hung                                                           | Molly                                             | Episodio: "The Pickle Jar"                                                                                     |
| 2009–2010 | Mercy                                                          | Nurse Klowden                                     | Recurrente (11 episodios)                                                                                      |
| 2011      | Harry's Law                                                    | Gina Powell                                       | Episodio: "Innocent Man"                                                                                       |
| 2011      | Justified                                                      | Mags Bennett                                      | Recurrente (10 episodes)                                                                                       |
| 2011      | Chaos                                                          | Doris Balshik                                     | Episodios: "Piloto", "Proof of Life"                                                                           |
| 2011–2012 | A Gifted Man                                                   | Rita Perkins-Hall                                 | Principal (16 episodes)                                                                                        |
| 2012      | Counter Culture                                                | Billie                                            | Película para TV                                                                                               |
| 2012      | Suits                                                          | Nell Sawyer                                       | Episode: "Meet the New Boss"                                                                                   |
| 2012      | Person of Interest                                             | Barbara Russell                                   | Episodio: "Bad Code"                                                                                           |
| 2013      | Smash                                                          | Miriam Abramson                                   | Episode: "The Fallout"                                                                                         |
| 2013      | New Girl                                                       | Bonnie                                            | Episode: "Chicago"                                                                                             |
| 2013      | Masters of Sex                                                 | Miss Horchow                                      | Episode: "Pilot"                                                                                               |
| 2013–2014 | The Millers                                                    | Carol Miller                                      | Principal (34 episodios)                                                                                       |
| 2013–2018 | The Americans                                                  | Claudia                                           | Recurrente (32 episodios)                                                                                      |
| 2014–2020 | BoJack Horseman                                                | Esteemed Character Actress Margo Martindale (voz) | Estrella invitada (8 episodios)                                                                                |
| 2015      | Mike & Molly                                                   | Rosemary Ritter                                   | 2 episodios: "Mudlick or Bust" y "Mother From Another Mudlick"                                                 |
| 2015–2016 | The Good Wife                                                  | Ruth Eastman                                      | Recurrente (13 episodios)                                                                                      |
| 2015–2019 | Sneaky Pete                                                    | Audrey Bernhardt                                  | Principal (30 episodios)                                                                                       |
| 2016      | BrainDead                                                      | Dr. Joanne Alaimo                                 | Episodio: "Back to Work: A Behind-the-Scenes Look at Congress and How It Gets Things Done (and Often Doesn't)" |
| 2017–2021 | DuckTales                                                      | Ma Beagle (voz)                                   | 12 episodios                                                                                                   |
| 2017      | The Guest Book                                                 | Alice                                             | 3 episodios |
| 2018–2021 | The Good Fight                                                 | Ruth Eastman                                      | 3 episodios |
| 2019      | The Act                                                        | Emma Lois Gisclair Pitre                          | Episodio: “A Whole New World”                                                                                  |
| 2020      | Mrs. America                                                   | Bella Abzug                                       | Principal; Miniserie                                                                                           |
| 2020      | Your Honor                                                     | Senator Elizabeth Guthrie                         | Miniserie |
| 2021      | Impeachment: American Crime Story                              | Lucianne Goldberg                                 | Principal; 5 episodios                                                                                         |
| 2022      | The Watcher                                                    | Maureen "Mo"                                      | Miniserie |
| 2023      | Accused                                                        | Joanna Lynn Piierce                               | Episodio "Historia de Laura"                                                                                   |
| 2023      | Mr. Davis                                                      | Madre Superiora                                   | 3 episodios |
| 2024      | Bog City Greens                                                | Dra. Bloom (voz)                                  | Episodio: "Unguarded"                                                                                          |
| 2024      | Doctor Odyssey                                                 | Ellen Parsons                                     | Episodio: "Siempre lloro en las bodas"                                                                         |
| 2024      | The Sticky                                                     | Ruth Landry                                       | 6 episodios |

## Premios y reconocimientos
Premios Primetime Emmy
| Año  | Categoría                                                 | Trabajo nominado | Resultado | Ref(s). |
| ---- | --------------------------------------------------------- | ---------------- | --------- | ------- |
| 2011 | Emmy a la mejor actriz de reparto - Serie dramática       | Justified        | Ganadora  | [ 6 ]   |
| 2013 | Emmy a la mejor actriz invitada - Serie dramática         | The Americans    | Nominada  | [ 6 ]   |
| 2014 | Emmy a la mejor actriz invitada - Serie dramática         | The Americans    | Nominada  | [ 6 ]   |
| 2015 | Emmy a la mejor actriz invitada - Serie dramática         | The Americans    | Ganadora  | [ 6 ]   |
| 2016 | Emmy a la mejor actriz invitada - Serie dramática         | The Americans    | Ganadora  | [ 6 ]   |
| 2020 | Emmy a la mejor actriz de reparto - Miniserie o telefilme | Mrs. America     | Nominada  | [ 6 ]   |

Critics' Choice Television Award
| Año  | Categoría                                    | Trabajo nominado | Resultado | Ref(s). |
| ---- | -------------------------------------------- | ---------------- | --------- | ------- |
| 2011 | Mejor Actriz de Reparto - Serie Dramática    | Justified        | Ganadora  | [ 7 ]   |
| 2016 | Mejor Actriz Invitada en una Serie Dramática | The Good Wife    | Ganadora  | [ 7 ]   |
| 2018 | Mejor Actriz de Reparto - Serie Dramática    | Sneaky Pete      | Nominada  | [ 7 ]   |